# Sphaerowithius salomonensis
Sphaerowithius salomonensis es una especie de arácnido del orden Pseudoscorpionida de la familia Withiidae.

## Distribución geográfica
Se encuentra en las Islas Salomón.